# ميلو إم. آكر
ميلو إم. آكر هو سياسي أمريكي، ولد في 3 أكتوبر 1853، وتوفي في 11 أغسطس 1922. نشط حزبياً في الحزب الجمهوري. وقد انتخب عضو جمعية ولاية نيويورك ‏.